# Ulrich Pultz von Carlsen

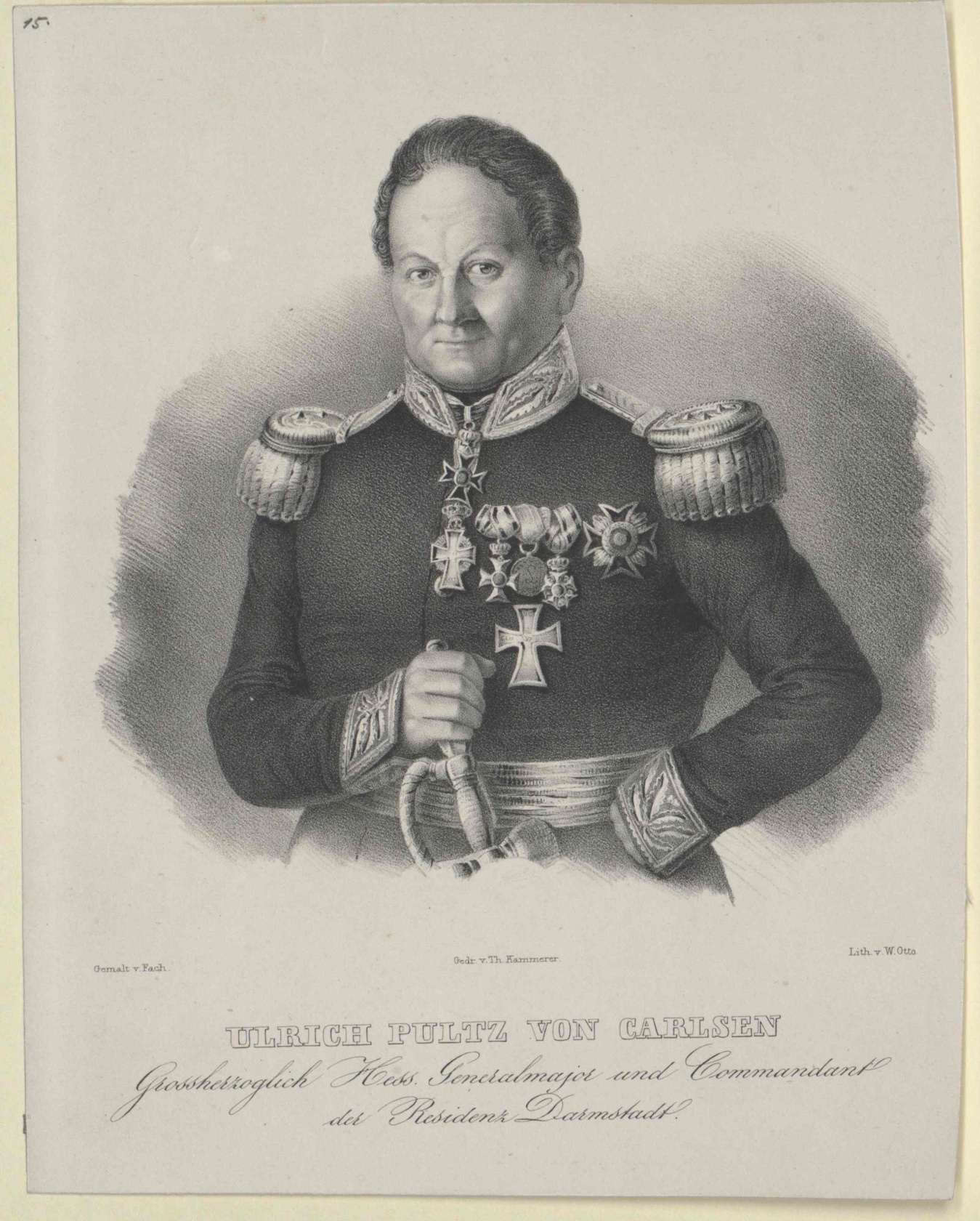
Ulrich Pultz von Carlsen

Ulrich Pultz von Carlsen (* 25. August 1773 in Roskilde, Dänemark; † 15. April 1863 in Darmstadt) war ein großherzoglich hessischer Generalleutnant, der 1837 zum ersten Ehrenbürger von Offenbach am Main ernannt wurde.

## Leben
Ulrik Pultz Edler von Carlsen war der fünfte der sieben Söhne des königlich-dänischen Majors Michael von Carlsen und dessen Ehefrau Louise Augusta von Pultz. Mit knapp zwölf Jahren wurde Carlsen Seemann und unternahm zwei Reisen, die ihn nach China und Java führten. Da der Dienst auf See ihn gesundheitlich beeinträchtigte, trat Carlsen 1790 als Kadett zum Reitenden Feldjägerkorps der Dänischen Armee über. Am 17. März 1794 nahm er als Kornett seinen Abschied und wurde auf Empfehlung von Prinz Friedrich von Hessen am 27. August desselben Jahres als Sekondeleutnant im Fürstlich Hessen-Darmstädtischen Chevauxlegers-Regiment angestellt. Das Regiment befand sich zu diesem Zeitpunkt in den Niederlanden, wo Carlsen in der Folgezeit während des Ersten Koalitionskrieges an den Gefechten bei Ingelmunster und Boxtel teilnahm. In diesem Gefecht wurde er verwundet und nach seiner Gesundung als Ordonnanz seines Regimentskommandeurs verwendet. 1796 kehrte das Regiment in die Heimat zurück und Carlsen ließ sich dort zum leichten Infanterie-Bataillon versetzen, das von Triest aus nach Gibraltar eingeschifft werden sollte. Nachdem Ende Februar 1797 Triest erreicht war, erhielt der Verband den Befehl, zur österreichischen Armee zu stoßen und die adriatische Küste bei Triest und Fiume sowie später Karlstadt zu besetzen. Als ehemaligen Seemann fiel Carlsen dabei die Aufgabe zu, das Kommando über den Seetransport zu übernehmen.
1797 kehrte Carlsen mit seinen Truppen nach Darmstadt zurück. Erst 1806 rückten die hessischen Truppen als Bündnispartner von Napoleon wieder ins Feld. Im Vierten Koalitionskrieg kämpfte Carlsen als Premierleutnant in der Schlacht bei Jena und Auerstedt gegen die Preußen und nahm 1807 an den Belagerungen von Graudenz und Stralsund teil. 1809, im Krieg gegen Österreich, nahm er als Hauptmann an den Schlachten bei Wagram, Pressburg (Engerau) und Znaim, sowie an der Belagerung von Raab in Ungarn teil. Im Russlandfeldzug 1812 war Carlsen anfänglich auf der Insel Rügen Kommandant des „Forts Napoleon“ (vorher und nachher mit Namen Prosnitzer Schanze), um die Einfahrt feindlicher Schiffe nach Stralsund zu verhindern. Am 19. September 1812 marschierte Carlsen von Rügen über Stettin, Königsberg, bei Kaunas über die Memel, nach Wilna und traf am 30. November in Wilejka ein, wo sein Regiment momentan unter dem Kommando des Generals Franzcesky (zum Korps des bayerischen Generals Wrede gehörend) stand. Bei einem Angriff der überlegenen russischen Kavallerie am 7. Dezember war es Carlsen möglich Wrede vor der Gefangennahme durch die Russen zu beschützen, wofür er den Orden der Ehrenlegion erhielt. Auf dem Rückzug aus Russland, am 13. Dezember 1812 bei Kaunas wiederum, gelang es Carlsen, mit der tatkräftigen Hilfe von Feuerwerker Peter Sommer, die hessische Geschützdivision zu retten und am 8. Februar 1813 wieder mit nach Darmstadt zu bringen, wofür beide von Großherzog Ludwig I. befördert wurden.
Am 18. Februar 1813 zum Major ernannt, nahm Carlsen unter Marschall Ney an der Schlacht von Lützen sowie an Einnahme von Großgörschen teil. Daraufhin wurde Carlsen mit seinem Bataillon zur Ehrenwache von Napoleon in dessen Hauptquartier beordert. Er eskortierte erfolgreich den kaiserlichen Tresor von Dresden nach Torgau, wo er dann eine der ärgsten Belagerungen der damaligen Zeit aushalten musste. Da zur selben Zeit die Völkerschlacht bei Leipzig stattfand und damit die Gefahr, dass Hessen den Rheinbund aufkündigte, wurde Carlsen von den Franzosen arrestiert und in der Festung festgesetzt. Obwohl man ihm versprach, ihn sofort wieder freizulassen, war es nicht möglich, ihn dazu zu veranlassen, ein Revers zu unterschreiben, in dem er sich verpflichtete mit seinem Bataillon ein Jahr lang nicht gegen Frankreich zu dienen. Als er einen Monat später auf Verlangen des preußischen Generals Tauenzien wieder entlassen wurde, zollten ihm die französischen Generäle höchste Anerkennung für seine Standhaftigkeit und die Festungsmannschaft salutierte. Nach der Auflösung des Rheinbundes marschierte Carlsen 1814 an der Spitze seines Bataillons in Frankreich ein bis nach Lyon, wurde dabei aber in kein Gefecht verwickelt. 1815 marschierte er zum zweiten Mal nach Frankreich, wohnte dem Gefecht von Straßburg bei und kantonnierte später an der Loire bis zum Abschluss des Pariser Friedens.
1819 wurde er zum Oberstleutnant befördert und kommandierte von 1823 bis 1837 als Oberst das Regiment „Groß- und Erbprinz“ in Offenbach am Main. Die Stadt verlieh ihm bei seinem Abschied als ersten Person die Ehrenbürgerwürde. Am 8. November 1837 wurde Carlsen unter gleichzeitiger Beförderung zum Generalmajor zum Kommandanten der Residenzstadt Darmstadt ernannt. Er war Mitglied der Darmstädter Freimaurerloge „Johannes der Evangelist zur Eintracht“.
In Würdigung seiner Verdienste verlieh ihm der Großherzog das Kommandeurkreuz I. Klasse des Ludwigsordens sowie das Großkreuz des Philippsordens. Am 18. November 1840 wurde ihm das Kommandeurkreuz des Dannebrogordens durch Christian VIII. von Dänemark verliehen. Anlässlich seines 50-jährigen Dienstjubiläums wurde Carlsen am 27. August 1844 zum Generalleutnant befördert. Am 12. April 1848 wurde er von seinem Kommando entbunden und diente bis zu seiner Pensionierung am 27. August 1854 in der Militärverwaltung.
Ulrich Pultz von Carlsen heiratete 1801 Friedrike Jäckel (1775–1853). Sie war eine Enkelin des Kammerrates Friedrich Reuß (1710–1763), dem Großvater von Caroline Reuß, verheiratete Büchner, Mutter von Georg Büchner. Von den fünf Kindern des Paares wurden nur ein Sohn und eine Tochter erwachsen. Sohn Hermann von Carlsen (1802(?)– ca. 1880), studierte in Gießen und wurde 1870 als Kriegsministerialsekretär pensioniert. Er blieb unverheiratet, wie auch Tochter Julie von Carlsen (1817–1878). Die beiden waren Vetter und Kusine zweiten Grades von Georg Büchner und seinen Geschwistern.